# Seefingan
Seefingan (en irlandais : Suí Fingain, littéralement « siège de Fingan ») est le onzième plus haut sommet des montagnes de Wicklow et le second du comté de Dublin après Kippure, avec 724 mètres d'altitude, en Irlande. Son sommet est coiffé d'un imposant cairn mégalithique.